# Купер, Тиа
Тиа Омари Купер (англ. Te'a Omari Cooper; родилась 16 апреля 1997 года в Монтклэре, штат Нью-Джерси, США) — американская профессиональная баскетболистка, выступавшая в женской национальной баскетбольной ассоциации за команду «Лос-Анджелес Спаркс». Была выбрана на драфте ВНБА 2020 года во втором раунде под восемнадцатым номером клубом «Финикс Меркури». Играет на позиции разыгрывающего защитника.

## Ранние годы
Тиа родилась 16 апреля 1997 года в городе Монтклэр (штат Нью-Джерси) в семье Омара и Киндалл Купер, у неё есть два брата-близнеца, Шариф и Омар, и сестра, Миа, училась она в городе Паудер-Спрингс (штат Джорджия) в средней школе Макичерн, в которой выступала за местную баскетбольную команду.